# Orión II (foguete)

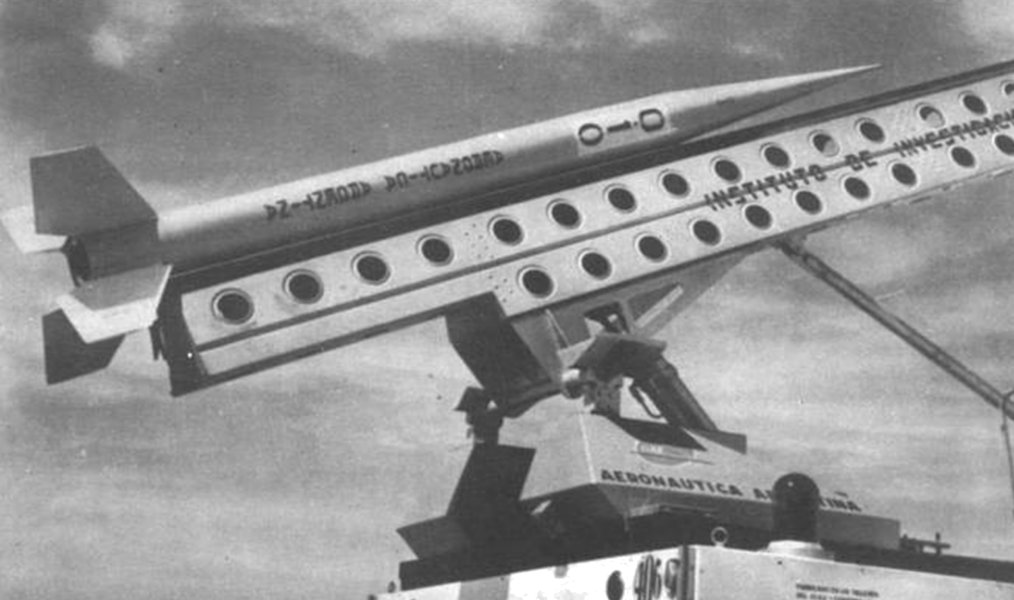
Foguete Orión II, na rampa de lançamento.

O Orión II, foi o segundo modelo da família Orión de foguetes de sondagem fabricados na Argentina, partindo de seu antecessor,
foi efetuada uma revisão completa e implementadas várias melhorias, aumentando por exemplo a quantidade de combústível de 64 para 85 kg e usados materiais mais 
sofisticados na sua construção, tornando-o mais leve.

## Especificações
- Número de estágios: 1
- Massa total: 140 kg
- Altura: 3,8 m
- Diâmetro: 20 cm
- Carga útil: 25 kg
- Apogeu: 100 km
- Estréia: 19 de maio de 1966
- Lançamentos: 32